# Памятник Александру I (Москва)
Памятник Алекса́ндру I — бронзовая скульптура в центре Москвы в память об императоре Всероссийском Александре I работы народного художника РФ, скульптора Салавата Щербакова и заслуженного архитектора РФ Игоря Воскресенского. Открытие памятника состоялось 20 ноября 2014 года в Александровском саду, недалеко от Боровицких ворот. Первый памятник Александру I в Москве.

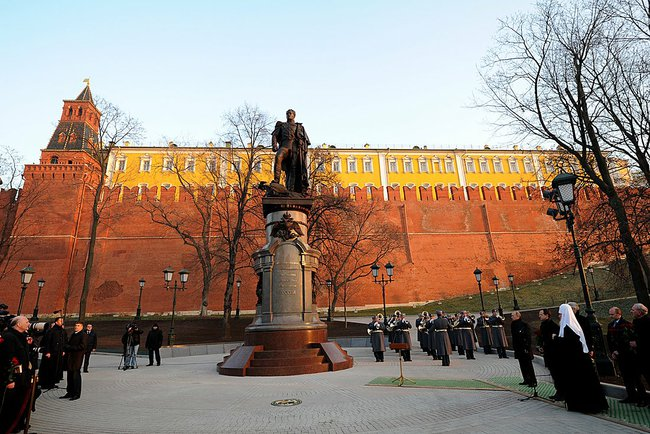
Открытие памятника 20 ноября 2014 года

Памятник представляет собой скульптуру Александра I в парадной форме, стоящую на постаменте. В руках император держит шпагу, под его ногами лежит вражеское оружие, на плечи наброшен плащ. Напротив монумента установлены бронзовые барельефы с изображениями Бородинской битвы, других сражений и полководцев Отечественной войны 1812 года, а также самого Александра, Серафима Саровского и двух храмов — храма Христа Спасителя и Казанского собора.
Проект монумента определялся по итогам конкурса, в котором участвовали 8 скульпторов, в том числе Зураб Церетели. Конкурсанты представили по несколько вариантов. В августе 2014 года были определены финалисты конкурса. Итоговый проект памятника выбирали из работ Салавата Щербакова, Андрея Ковальчука и Александра Рукавишникова путём закрытого голосования.
Торжественное открытие памятника состоялось 20 ноября 2014 года, на нём присутствовали Президент Российской Федерации Владимир Путин, Патриарх Московский и всея Руси Кирилл, министр культуры России Владимир Мединский и мэр Москвы Сергей Собянин. В. В. Путин произнёс торжественную речь:
Вот здесь, вдоль стен Кремля, был разбит этот прекрасный сад. Уже более чем полтора века он носит имя императора Александра I. Это один из всеми любимых, живописных парков столицы. Одновременно здесь ощущается и величие нашей истории. Буквально всё пронизано памятью о воинской славе России, о тех, кто защищал, отстаивал и берёг наше Отечество. И памятник Александру I по праву займёт здесь своё почётное место.